# Malcolm Allen
Malcolm James Allen (ur. 29 maja 1973 w Wauchope w Nowej Południowej Walii) – dawny australijski pływak specjalizujący się w stylu wolnym.

## Życiorys
Malcolm Allen urodził się w Wauchope w Nowej Południowej Walii w Australii. Swoją karierę sportową jako pływak rozpoczął w wieku 20 lat podczas mistrzostw Pan Pacific Swimming Championships w Kobe w Japonii, zdobywając srebrny medal w sztafecie na 4x200 metrów style wolnym.
W sierpniu 1995 roku Allen wystąpił na mistrzostwach Pan Pacific Swimming Championships w Atlancie w Stanach Zjednoczonych, zdobywając złoty medal w sztafecie na 4x200 metrów stylem wolnym. Pod koniec listopada pojawił się na Mistrzostwach Świata w Pływaniu na krótkim basenie w Rio de Janeiro w Brazylii, zdobywając brązowy medal w dyscyplinie na 400 metrów stylem wolnym oraz złoty w sztafecie w 4x200 metrów stylem wolnym.
Rok później po występie w Rio de Janeiro, Allen pojawił się na 26. Letnich Igrzyskach Olimpijskich w Atlancie w Stanach Zjednoczonych, zajmując trzynaste miejsce w dyscyplinie na 400 metrów stylem wolnym oraz czwarte w sztafecie na 4x200 metrów stylem wolnym w drużynie mężczyzn.
Dnia 23 lipca 2000 roku Allen został nagrodzony medalem sportowym Australii za osiągnięcia w pływaniu.